# 1973年汪清地震
1973年汪清地震是指1973年9月29日发生于中华人民共和国吉林省延边朝鲜族自治州汪清县的地震。是次地震震中位于北纬43.433度、东经129.400度，地震规模为MW 7.8级，震源深度约575.5千米。虽然地震规模较大，但由于震源深度过大，本次地震未造成人员伤亡。

## 地质构造
中国大陆的深源地震活动区的陆壳部分主要位于吉林省延边朝鲜族自治州境内，1973年汪清地震即发生在空间投影呈南北向的吉林珲春、东宁、延吉、穆棱、牡丹江深源地震群中的属于日本海深震带深入中国大陆的一部分的珲春－汪清深震区。远离环太平洋地震带深入大陆边远地区的长白山天池火山和五大连池火山是中国大陆东部仅有的滨太平洋休眠火山，而深震活动又被认为与火山活动具有共生关系。
珲春－汪清深震区附近曾发生过多次深源地震，其中最为显著的是中国和朝鲜史料都有记载的发生于1597年10月6日的M≥8级的地震。由于这次地震的影响范围大，有感范围半径可达1800千米以上，所以曾被误以为震中位于渤海，直至21世纪初才被李裕澈等人确定本次地震的震中位置为中国东北部和朝鲜东北部一带。放眼于本次地震整个20世纪内，根据《中国地震简目》记载，从公元1905年起算近80年间，中国大陆东北地区先后共发生7级以上深震5次、6至6.5级深震9次，均属于上地幔地震活动。

## 参数研究
1973年汪清地震的震中位于北纬43.433度、东经129.400度，地震规模为MW 7.8级，震源深度约575.5千米。受地震影响，中国吉林省、辽宁省、天津市、北京市、河北省和山东省有感，烈度不超过3（Ⅲ）度。除此之外，日本气象厅设立于日本本土多地的地震仪观测到了烈度阶级为3的摇晃。根据中国和日本报告的有感范围，可大致推定出本次地震有感范围最大半径超过了1800千米，其中日本北海道岛和本州岛东部地区震感最强。与中国大陆学者观点不同，美国地质勘探局认为本次地震的震中应为图们江口地区，测定的震级也较低，为mb 6.5级。